# Swedish House Mafia
Swedish House Mafia (SHM) je hudební uskupení tří house DJs, jehož členy jsou: Axwell, Steve Angello a Sebastian Ingrosso. Skupina oficiálně vznikla na konci roku 2008 a byla označována za „tváře mainstreamové progresivní house music“, přičemž se jí připisuje zásluha za „udávání tónu EDM boomu počátku roku 2010, více než kterémukoli jinému počinu v moderní taneční hudbě“. Trojice je nejznámější díky singlu „Don't You Worry Child“.

## O skupině
Založení skupiny prý proběhlo kolem konce roku 2008. V původním složení skupiny byli kamarádi z dětství Steve Angello a Sebastian Ingrosso (oba vyrůstali ve Stockholmu), Axwell se ke skupině připojil až později. Na chvíli ve SHM byl i Eric Prydz, ten se ale později přestěhoval do Londýna a tak se Sebastian nechal slyšet, že Eric Prydz již není členem Swedish House Mafia.

## Historie
Název Swedish House Mafia byl poprvé použit ve spojení skupiny producentů, kteří si radili a sdíleli své názory. Avšak první projekt, kde se název skupiny SHM objevil oficiálně, byl Leave The World Behind. Podílí se na něm i zpěvačka Deborah Cox a producent Laidback Luke. Ani tento singl však nebyl oficiálním singlem tria, odstartoval však éru tria, které dnes známe pod jménem Swedish House Mafia.

V roce 2010 se skupina zavázala ke spolupráci s hudebním vydavatelstvím jménem PolyGram (dnes již patří k Universal Music Group) a vydala 26. května 2010 singl se jménem One (Your Name) 
. Tento singl byl také jedním z nejúspěšnějších singlů na albu skupiny jménem Until One.

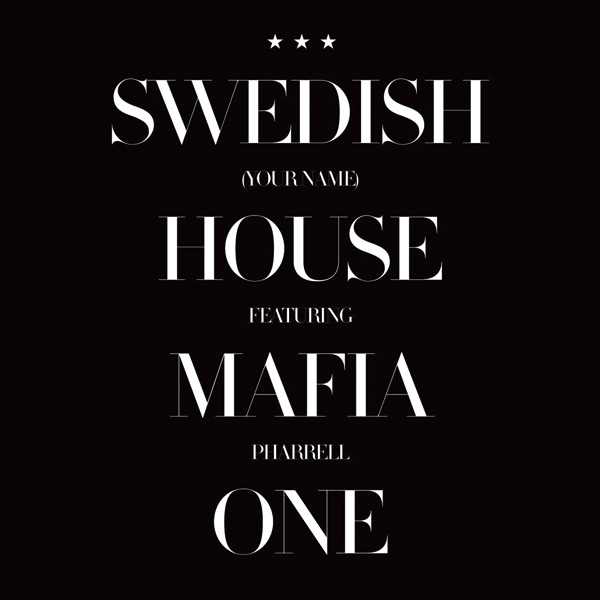
singl One

V roce 2011 byl vydán singl s názvem Save The World, který byl také velmi úspěšný.[zdroj⁠?!] Na jaře roku 2013 se skupina objevila v klipu Leave The World Behind od zpěvačky Lune. Tento videoklip se stal také reklamou na automobil značky Volvo.
25. března 2018 vystoupili jako překvapení a zavírali celý Ultra Miami Festival svým setem, zároveň ohlásili návrat.[zdroj⁠?!]
16. července 2021 vydávají po devíti letech novou skladbu s názvem It Gets Better. O tři dny později si připisují na konto další release navazující na It Gets Better a to konkrétně písničkou Lifetime. Obě tyto písničky mají své videoklipy, které na sebe navazují. Režisérem obou videoklipů je švédský umělec Alexander Wessely. Hned na to vyšel jejich rozhovor pro časopis Billboard, který obsahovalo spoustu nových informací. Fanoušci se tak mohli dozvědět, co bylo hlavním důvodem jejich dlouhé odmlky. Zároveň také sdělili, že se jejich projekt nebude držet starých kolejí a vydá se odlišným směrem. Důvodem tohoto rozhodnutí byla jejich nespokojenost s tvorbou, která směřovala k jejich bývalým hitům. Tato nespokojenost byla jedním z důvodů, proč tak dlouhou dobu po ohlášení návratu na scénu mlčeli. Nakonec si zadali jako primární cíl to, že začnou dělat tvorbu, která bude bavit především je. Ve finále také ohlásili vydání nového alba, které ponese název Paradise Again a bude vydáno 15. dubna 2022. Půjde tak o jejich třetí studiové album. Album vyjde v den, kdy budou vystupovat na americkém festivalu Coachella.

## Diskografie
- Paradise Again (2022)